# 주쿄 공업지대

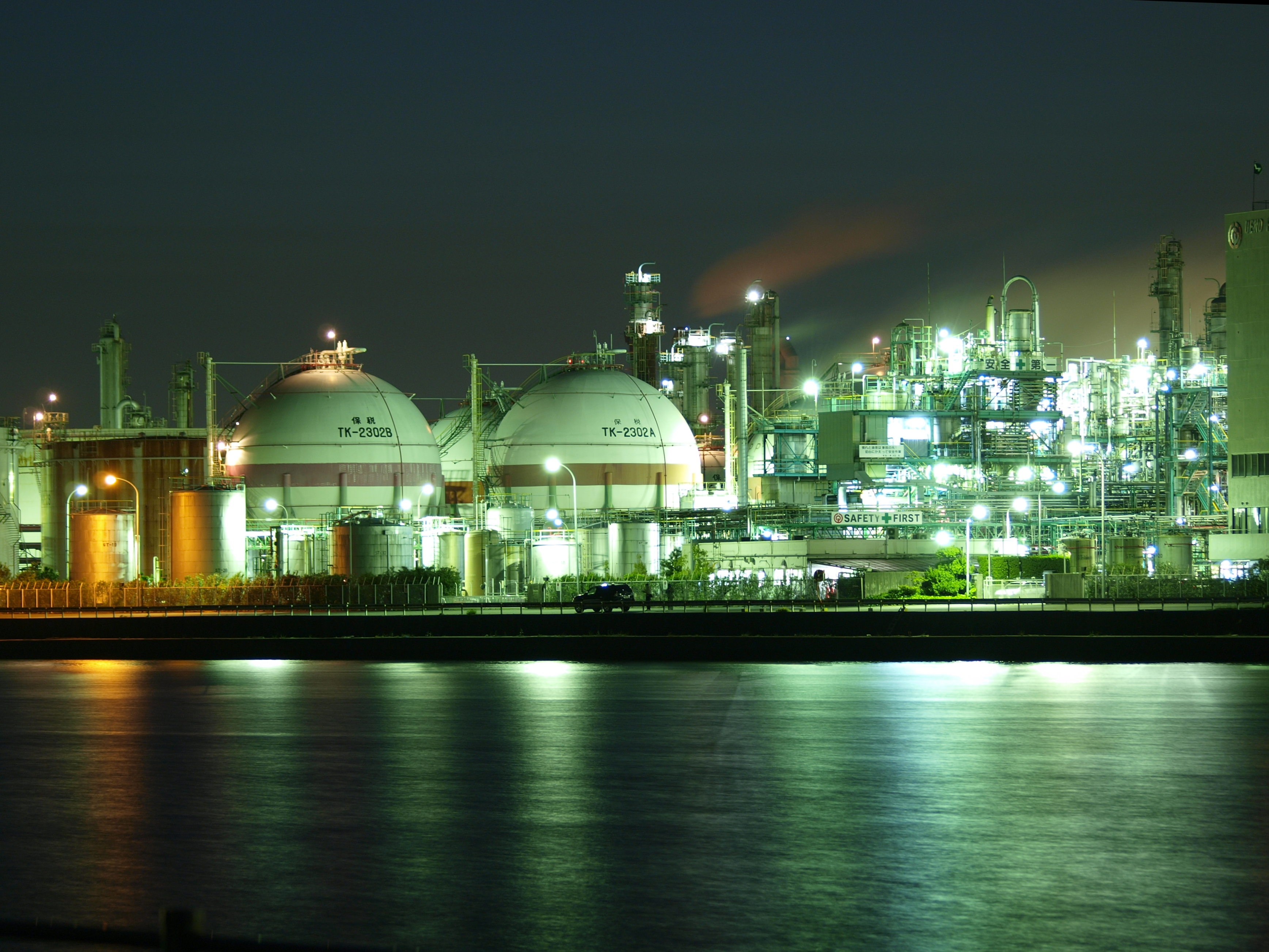
욧카이치시 콤비나트.

주쿄 공업지대(일본어: 中京工業地帯 주쿄 고교치타이[*])는 일본 아이치현・미에현 북부・기후현 남부 이렇게 도카이 3현에 펼쳐진 거대한 공업지대다. 게이힌 공업지대·한신 공업지대와 함께 일본 3대 공업지대 중 하나로, 태평양 벨트 지대의 중핵이다.
제조품 출하 비율은 기계공업이 7할을 차지한다. 토요타 자동차를 중심으로 한 자동차 산업, 항공 우주 산업이 번창하고 있다. 현재 일본에서 생산액 1위인 공업지대다.

## 개요

### 탄생배경
게이힌 공업지대, 한신 공업지대와 비교했을 경우, 제조품 출하액으로 본 규모는 약 55조엔에 이르며(공업 통계표, 2001년), 2위의 한신 공업지대를 크게 떼어내 일본 최대이다. 종업원 수를 봐도 종업원 수는 100만 6,743명을 가지고(공업 통계표, 2001년), 일본 유수의 공업 집적지대이다. 주된 항만으로서 나고야항·기누라항·미카와항·욧카이치항·쓰마쓰한항 등을 거느린다.
메이지 시대에는 제사업, 방적업, 섬유공업이 활발했다. 토요타 자동차의 원류 기업도 토요타 자동직기라는 역직기 메이커이며, 거기서 현재의 세계적인 자동차 메이커인 토요타 그룹으로 발전해 갔다. 제2차 세계대전 중부터 철강업·기계공업이, 전후에는 미에현 욧카이치시의 욧카이치 콤비나트 등에 석유화학공업이 진출하여 한때 욧카이치 천식 등의 공해 피해가 발생했지만 현재는 극복했다. 전쟁 전에는 특히 아이치 항공기, 미쓰비시 중공업, 가와사키 항공기 공업, 나카지마 비행기(현재의 SUBARU) 등의 공장이 있어 항공기 생산이 활발하고 군수 산업의 중요 거점이었던 흐름으로부터, 현재도 항공기의 부품이나 로켓 제조 등의 항공 우주 산업에 있어서의 일본 최대의 집적지이다. 종합 특별 구역법에 근거해 국가로부터 지정을 받은 국제 전략 종합 특구 「아시아 No.1 항공 우주 산업 클러스터 형성 특구」로서 아이치현·기후현을 중심으로 한 지역이 지정되어 있다. 본 지역은, 일본의 항공기·부품 생산액의 50%이상, 항공 기체 부품의 약 80%의 점유율을 보유하고 있다.
아이치현 도요타시·가리야시·오카자키시·안조시·토요하시시·오부시나 미에현 스즈카시 등에서는 도요타 자동차를 필두로 한 도요타 그룹의 기업이 집적하고 있어 일본 최대의 자동차 공업 집적지로서 주 공업지대를 견인하고 있다.
아이치현 나고야시·치타시나 미에현 욧카이치시의 이세만 걸프부에서는 석유화학 콤비나트의 집적을 볼 수 있어 아이치현 동해시에는 일본 제철 나고야 제작소나 아이치 제강(토요타 그룹)등의 대규모 제철소등이 입지한다.
구 오와리국에 속하는 아이치현 이치노미야시나 기후현 기후시 주변에서는 일본 최대의 모직물(양털) 산지이며, 「오슈울」이라고 하는 고급 브랜드 텍스타일로서 세계적으로 알려져 있다. 지금은 이탈리아의 비에라, 영국의 허더즈필드와 함께 세계 3대 모직물 산지의 한 부분으로 꼽힐 정도이다. 또, 기후현 오가키시에서는 섬유 공업이 활발하다.
세토시·토코나메시나 기후현 타지미시·토키시(도자기 생산 일본 제일), 미에현 욧카이치시에서는 세토야키·토코나메·반코야키 등의 전통적인 요업이 발달하고 있다.

### 명칭에 대해서
「주쿄」란, 나고야시가 도쿄시(현재의 도쿄도구부)와 교토시와의 사이에 위치하고 있는 점으로부터, 메이지 시대에 나고야시가 「주쿄」라고 호칭된 것에 기인한다.
「주쿄」의 호칭은 메이지 20년대 나카바에서 사용례를 볼 수 있다. 메이지 20년대의 나고야를 중심으로 하는 산업, 철도, 도시의 발전으로 동서대 경제권에 대한 중경 의식이 생겨, 「동해 도선의 중간점」을, 한층 더 「전국의 중심, 중일본의 중심」을 목표로 하는 나고야 경제권의 의미가 있었다.(실제로 양경과 견줄 만한 실세를 가지는 것은 메이지 말기).

## 같이 보기
- 나고야 대학
- 메이조 대학
- 난잔 대학
- 아이치 대학
- 주쿄 TV 방송
- 주쿄 대학